# Rejon meżowski
Rejon meżowski – jednostka administracyjna wchodząca w skład obwodu dniepropietrowskiego Ukrainy.
Rejon utworzony w 1923 r., ma powierzchnię 1250 km² i liczy około 29 tysięcy mieszkańców. Siedzibą władz rejonu jest Meżowa.
Na jego terenie znajdują się 2 osiedlowe rady i 9 silskich rad, obejmujących w sumie 50 wsi.